# Варзи-Шудья
Варзи-Шудья — деревня в Алнашском районе Удмуртии, входит в Ромашкинское сельское поселение. Находится в 5 км к востоку от села Алнаши и в 83 км к юго-западу от Ижевска.
Постоянного население на 1 января 2008 года не было . В связи с общей убылью населения, планируется включение населённого пункта в границы деревни Бокай .

## История
До революции выселок Варзи-Шудья входил в состав Елабужского уезда Вятской губернии. В 1921 году, в связи с образованием Вотской автономной области, выселок передан в состав Можгинского уезда. В 1924 году при укрупнении сельсоветов он вошёл в состав Алнашского сельсовета Алнашской волости. В 1929 году упраздняется уездно-волостное административное деление и починок Варзи-Шудья причислен к Алнашскому району. 15 июня 1933 года в выселке Варзи-Шудья Алнашского сельсовета Алнашского района образован колхоз «Кинекшур».
В июле 1950 года решением общего собрания колхозников выселок вошёл в состав объединенного колхоза «имени Пушкина», с центральной усадьбой в деревне Старая Шудья. В 1958 году колхозы «имени Пушкина» и «имени Крупской», объединены в колхоз «Россия», который в 1963 году был переименован в колхоз «Правда», центральная усадьба колхоза по прежнему размещалась в деревне Старая Шудья.
В 1991 году Алнашский сельсовет разделён на Алнашский и Ромашкинский сельсоветы, выселок передан в состав нового сельсовета. Постановлением Госсовета УР от 26 октября 2004 года выселок Варзи-Шудья Ромашкинского сельсовета был преобразован в деревню Варзи-Шудья. 16 ноября 2004 года Ромашкинский сельсовет был преобразован в муниципальное образование «Ромашкинское» и наделён статусом сельского поселения.